# 莱昂内尔·查默斯
小莱昂内尔·查默斯（英語：Lionel Chalmers Jr.，1980年11月10日—），美国NBA联盟前职业篮球运动员。他在2004年的NBA选秀中第2轮第4顺位被洛杉矶快船选中。